# Chiesa di San Michele Arcangelo (Amalfi, Pogerola)
La chiesa di San Michele Arcangelo è una chiesa ubicata ad Amalfi, nella frazione di Pogerola.

## Storia
I lavori di costruzione iniziarono nel 1179 per volere di un mercante, Orso Castellomata, il quale investì parte dei propri guadagni nell'edificazione di una chiesa di famiglia: venne terminata nel 1181 e il vescovo Dioniso concesse il privilegio di non pagare alcun tributo, anzi furono donate alla famiglia, come compenso, delle terre nei pressi di Gragnano. Alla morte del suo fondatore, passò al vescovo Dioniso, il quale, nel 1202, la donò al monastero di San Lorenzo.
Successivamente la chiesa cadde in rovina e verrà restaurata nel 1642, anno in cui sarà anche costruito l'altare maggiore in muratura grazie alle offerte dei fedeli. Per circa un decennio a partire dal 1839 venne utilizzata come cimitero, per poi essere nuovamente abbandonata; venne riscoperta nel 1978 e restaurata tra il 1998 e il 1999.

## Descrizione
La chiesa, posta sulla sommità del borgo di Pogerola, in una zona chiamata Riulo, conserva il suo stile architettonico in stile bizantino, frutto dei viaggi in Oriente del suo fondatore, Orso Castellomata, quasi intatto. La facciata, rivestita in pietre calcaree dalla forma irregolare, si presenta verticalmente tripartita: nella zona centrale, più alta rispetto alle due laterali, si apre il portale d'ingresso sormontato da un finestrone rettangolare, mentre le due laterali hanno semplicemente due finestroni rettangolari.
Internamente è a croce greca, con il braccio nord-sud più lungo e terminante con tre absidi a pianta semiellittica; i due bracci presentano volta a botte e alla loro intersezione si innalza una cupola. Sul fondo del lato più corto è presente l'altare maggiore, realizzato in muratura, sormontato dall'unico elemento decorativo presenta all'interno della chiesa, ossia una serie di drappeggi in stucco dal gusto prebarocco. La pavimentazione è in piastrelle in cotto. Al di sotto della chiesa, nel lato sud, è la una cripta, mentre alla sacrestia si accede tramite un'apertura da una delle absidi laterali. 